# میلدرد وایلی
میلدرد وایلی (انگلیسی: Mildred Wiley؛ ۳ دسامبر ۱۹۰۱ – February 7, 2000 (aged 98)) ورزشکار دو و میدانی اهل ایالات متحده آمریکا بود.
وی در مسابقات کشوری و بین‌المللی در مجموع برندهٔ ۱ مدال برنز شده‌است.